# Ballerina-Küchen
Die Ballerina-Küchen, Heinz-Erwin Ellersiek GmbH ist ein deutscher Hersteller von Küchen und Möbeln mit Sitz in Rödinghausen im Kreis Herford in Ostwestfalen-Lippe. Das Unternehmen ist als Familienunternehmen inhabergeführt.

## Geschichte
Am 9. Januar 1978 gründete Heinz-Erwin Ellersiek das Werk 1. Die Grundsteinlegung für das nachfolgende Werk 2 erfolgte als erster Erweiterungsbau im Jahr 1999. Im Jahr 2004 wurde das Werk 3 fertiggestellt.

## Unternehmen

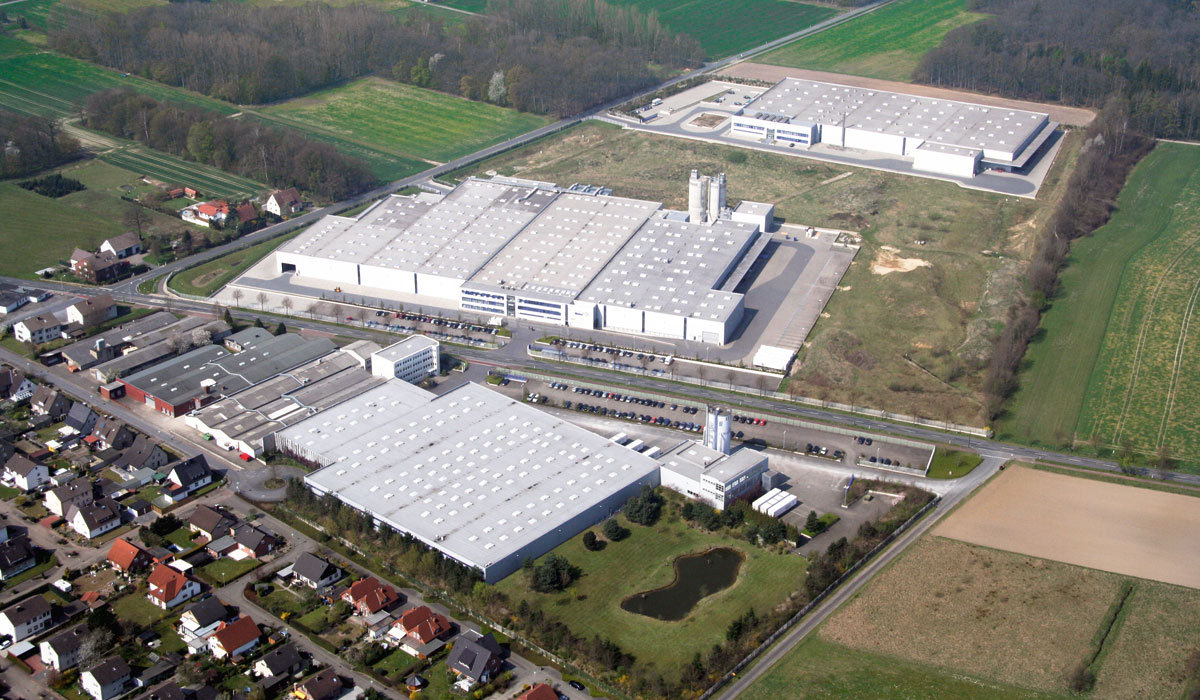
Luftaufnahme Werk Ballerina Küchen

Mit Stand 2023 stellen 350 Mitarbeiter jährlich ca. 30.000 Küchen her. Die Exportquote beträgt 37 %. Ballerina-Küchen exportiert die gefertigten Küchenmöbel in Länder der Europäischen Union und  die USA, Kanada, Indonesien, Saudi-Arabien, die Ukraine, Marokko und Kenia.
Seit 2022 gehören neben Einbauküchen auch Wohnmöbel, Möbel für Hauswirtschaftsräume und Ankleidezimmer neu zum Sortiment
Ballerina-Küchen kooperiert u. a. mit dem Leuchtenhersteller Nimbus, einem Unternehmen der Häfele-Gruppe. Gemeinsam können sowohl Leuchten für Möbel als auch individuelle Lichtkonzepte für mit von Ballerina hergestellten Möbeln ausgestattete Wohnräume erstellt werden. Mit dem Gewürzhersteller Ankerkraut werden Gewürzschubladen und -schränke passend für die Gewürzgläser dieses Herstellers entwickelt.
Im Jahr 2020 wurde erstmals die Umsatzschwelle von 100 Mio. EUR überschritten. Ballerina-Küchen zählte damit zu den größten deutschen Küchenherstellern.

## Auszeichnungen
Ballerina-Küchen erhielt unter anderem folgende Auszeichnungen:
- MHK Excellence Award Kategorie Küchenmöbel Winner 2024
- German Design Award des Rat für Formgebung: Winner 2018, 2020, 2021, 2022, 2023, 2024[10]
- German Innovation Award des Rat für Formgebung: Gewinner 2018, 2019, 2020, 2021, 2022, 2024[10]
- Innovationspreis des BMK (Bundesverband mittelständischer Küchenfachhandel): Erhalten 2006, 2012, 2013, 2014, 2015, 2016/17[11]
- Markt intern Leistungsspiegel Küchen: Gesamtsieg 2012/13, 2014/15, 2016/17, 2018/19, 2020/21 und 2022/23[12]
- Markt intern Fair Play Award 2020[13]
- Zertifizierung „Möbel Made in Germany“ durch den VDM (Verband der deutschen Möbelindustrie) mit RAL Deutsches Institut für Gütesicherung und Kennzeichnung[14]